# Vila Chã do Marão
Vila Chã do Marão é uma freguesia portuguesa do Município de Amarante, com 6,71 km² de área e 825 habitantes (censo de 2021), tendo, por isso, uma densidade populacional de 123 hab./km².
Até 13 de maio de 1999, a sua designação oficial era Vila Chão do Marão.

## Demografia
A população registada nos censos foi:
| Distribuição da População por Grupos Etários | Distribuição da População por Grupos Etários | Distribuição da População por Grupos Etários | Distribuição da População por Grupos Etários | Distribuição da População por Grupos Etários |
| -------------------------------------------- | -------------------------------------------- | -------------------------------------------- | -------------------------------------------- | -------------------------------------------- |
| Ano                                          | 0-14 Anos                                    | 15-24 Anos                                   | 25-64 Anos                                   | > 65 Anos                                    |
| 2001                                         | 205                                          | 173                                          | 535                                          | 165                                          |
| 2011                                         | 119                                          | 129                                          | 512                                          | 180                                          |
| 2021                                         | 88                                           | 80                                           | 446                                          | 211                                          |